# Bewegingsconstante
In de mechanica is een bewegingsconstante of constante van de beweging een grootheid die tijdens een beweging behouden blijft, waardoor in feite een extra randvoorwaarde aan deze beweging wordt opgelegd. Het is echter een wiskundige beperking, een direct gevolg van de bewegingsvergelijkingen, en geen fysieke beperking (die zou namelijk extra "randvoorwaardekrachten" vereisen). Bekende voorbeelden van bewegingsconstanten zijn de behoudswetten voor energie, impuls, impulsmoment en de Laplace-Runge-Lenz-vector (voor omgekeerde kwadratenwetten).